# Matija Majar

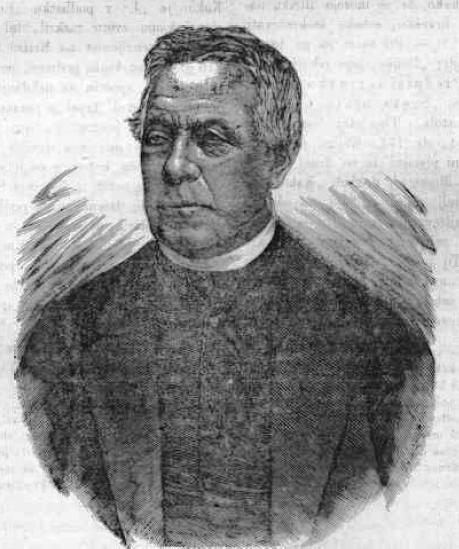
Matija Majar-Ziljski (1809-1992)

Matija Majar-Ziljski (Wittenig bei Görtschach (Sloveens: Vitenče pri Goričah) in Hermagor (Šmohor), 7 februari 1809 – Praag, 31 juli 1892) was een Sloveens priester uit het Gailtal (Sloveens: Ziljska dolina) in Karinthië, die ten tijde van de Romantiek eveneens actief was als etnograaf, taalkundige en publicist. Hij verkreeg bekendheid door zijn politieke activiteiten. De ideeën van Matija Majar worden gerekend tot het austroslavisme en illyrisme.
Van  1825 tot 1830 gaat hij naar het gymnasium in Klagenfurt (Sloveens: Celovec) en bezoekt er aansluitend het lyceum. Eind 1831 zet hij zijn schooltijd aan het lyceum voort in Graz (Sloveens: Gradec). Aansluitend schrijft hij zich aan het seminarie in Klagenfurt, waar hij bevriend raakt met de latere bisschop Anton Martin Slomšek, die er vanaf 1828 werkt als spirituaal. Alvorens kapelaan te worden in Rosegg (Sloveens: Rožek) en Camporosso (Sloveens: Žabnice, Duits: Saifnitz) dat in het karinthische Val Canale (Sloveens: Kanalska dolina, Duits:Kanaltal) ligt, was hij tussen 1837 en 1840 expeditor bij het ordinariaat Klagenfurt. In 1843 wordt hij domkapelaan te Klagenfurt wat hij blijft tot 1847.

## Illyrisme
Zijn eerste etnografische werk bestond uit het verzamelen van Sloveense volksliederen tijdens een reis door Karinthië, waarbij hem Stanko Vraz vergezelde. In deze tijd geraakt Matija Majar, onder invloed van Urban Jarnik, gefascineerd door het illyrisme. Deze stroming van het panslavisme beoogde het Sloveens, Kroatisch, Servisch en Bulgaars te assimileren en te verenigen in een nieuwe “Illyrische” taal. Deze eerste stap naar een enige algemene slavische taal zou worden gevolgd door het verenigen van de Illyrische met de Russische, Tsjechische en Poolse taal.
Dit utopische programma werd door de Sloveense dichter France Prešeren bestreden, die zelf de zelfstandigheid van het Sloveens benadrukte. Het illyrisme verloor de strijd definitief toen de dichter Fran Levstik en taalkundige Fran Miklošič het illyrisme rond 1858 veroordeelden.

## Politiek manifest
Matija Majar is de eerste persoon geweest die in de Maartrevolutie in 1848 het concept van een verenigd Slovenië (Zedinjena Slovenija) formuleerde. Het omvatte het samenbrengen van alle Slovenen in één staatsverband, echter binnen de Oostenrijks-Hongaarse monarchie. Bovendien zou het Sloveens in dat nieuwe staatsverband de ambtstaal zijn. Dit betekende op staatkundig gebied het samenbrengen van de Slovenen in voornamelijk Karinthië, Stiermarken, Primorska (inclusief de regio Triëst) en Krain. Op taalkundig gebied zou het de gelijkberechtiging van de Slovenen binnen de Oostenrijks-Hongaarse monarchie betekenen. Feitelijk sluit Majar hiermee aan op het austroslavisme, dat verder ook in Tsjechië aangehangen werd. Dit austroslavisme zou in het laatste decennium voor de Eerste Wereldoorlog in de vorm van het streven naar een trialistisch bestel in de monarchie tot inzet van de Sloveense politiek worden.

## Rusland
Majar bezocht in 1867 Rusland en verkreeg er door zijn ideeën bekendheid onder intellectuelen. Hij smeedde er vriendschapsbanden met de panslavisten Pogodin en Popov, die in hem een navolger van Jan Kollar zagen. In 1870 krijgt hij het aanbod naar Odessa te vertrekken, waar hij via het Russische ministerie van ontwikkeling als katholiek priester een post had gekregen. Majar heeft hiervan afgezien.
Majar wankelde in zijn leven tussen utopische, romantische panslavistische ideeën en meer realistische ideeën, zoals het trialisme, dat actief op de aanhangers van het austroslavisme kon bogen. In het laatste kwart van zijn leven kwam hij toenemend in conflict met zijn werkgever de Kerk. Hij gaf vanuit Kreuzbergl bij Klagenfurt (Sloveens: Križna gora pri Celovcu) het tijdschrift Slavjan uit (1873-1875) waarin hij onder de Slovenen vooral het cyrillische schrift propageerde - zonder overigens veel respons. Dit tijdschrift kwam uit in een door Majar ontworpen kunsttaal, Uzajemni Pravopis Slavjanski, een combinatie van orthografische en grammaticale instructies die de Slavische talen dichter bij elkaar moesten brengen.
Hij verhuisde in 1885 naar Praag waar hij enige jaren later verarmd en gedesillusioneerd overleed.
- Bibliothèque nationale de France: cb12345503d (data)
- Gemeinsame Normdatei: 119340550
- International Standard Name Identifier: 0000 0000 5538 3716
- Nationale Bibliotheek van Tsjechië: jn20040519015
- Nationale Bibliotheek van Polen: a0000002394731
- Système universitaire de documentation: 154049395
- Virtual International Authority File: 42646111
- WorldCat: E39PBJgMD4RKJCc9RqBRKmWJjC